# Fehértejű kígyógomba
A fehértejű kígyógomba (Mycena galopus) a kígyógombafélék családjába tartozó, Európában és Észak-Amerikában honos, erdőkben élő, nem ehető gombafaj.

## Megjelenése
A fehértejű kígyógomba kalapja 1-2,5 cm széles, alakja kúpos vagy harangszerű, középen többé-kevésbé púpos. Színe világosabb vagy sötétebb barnásszürke, esetleg lehet teljesen fehér. Széle halványabb, hosszan bordás.
Húsa vékony, puha, törékeny. Kissé retekszagú és -ízű.
Kissé távol álló lemezei felkanyarodva tönkhöz nőttek. Színük kezdetben fehéres, idősen szürkésbarnássá válnak, élük világosabb marad.
Tönkje 5-8 cm magas és 0,1-0,3 cm vastag. Alakja hengeres vagy tövénél kissé szélesebb. Színe megegyezik a kalapéval, a tövénél sötétebb. Felülete sima, csupasz. Törékeny, sérülésre fehér tejnedvet ereszt.
Spórapora fehér. Spórája elliptikus vagy hengeres, sima, mérete 10-13 x 5-6 µm.

### Hasonló fajok
A sárgatejű kígyógombával vagy a vérző kígyógombával lehet összetéveszteni. 

## Elterjedése és termőhelye
Európában és Észak-Amerikában honos. Magyarországon nem gyakori.
Savanyú talajú lomb- és fenyőerdőben él, sokszor mohos talajon, a lehullott levelek vagy a korhadó ágak szerves anyagát bontja. Sokszor seregesen nő. Júliustól decemberig terem.
Nem mérgező, de étkezési szempontból jelentéktelen. 

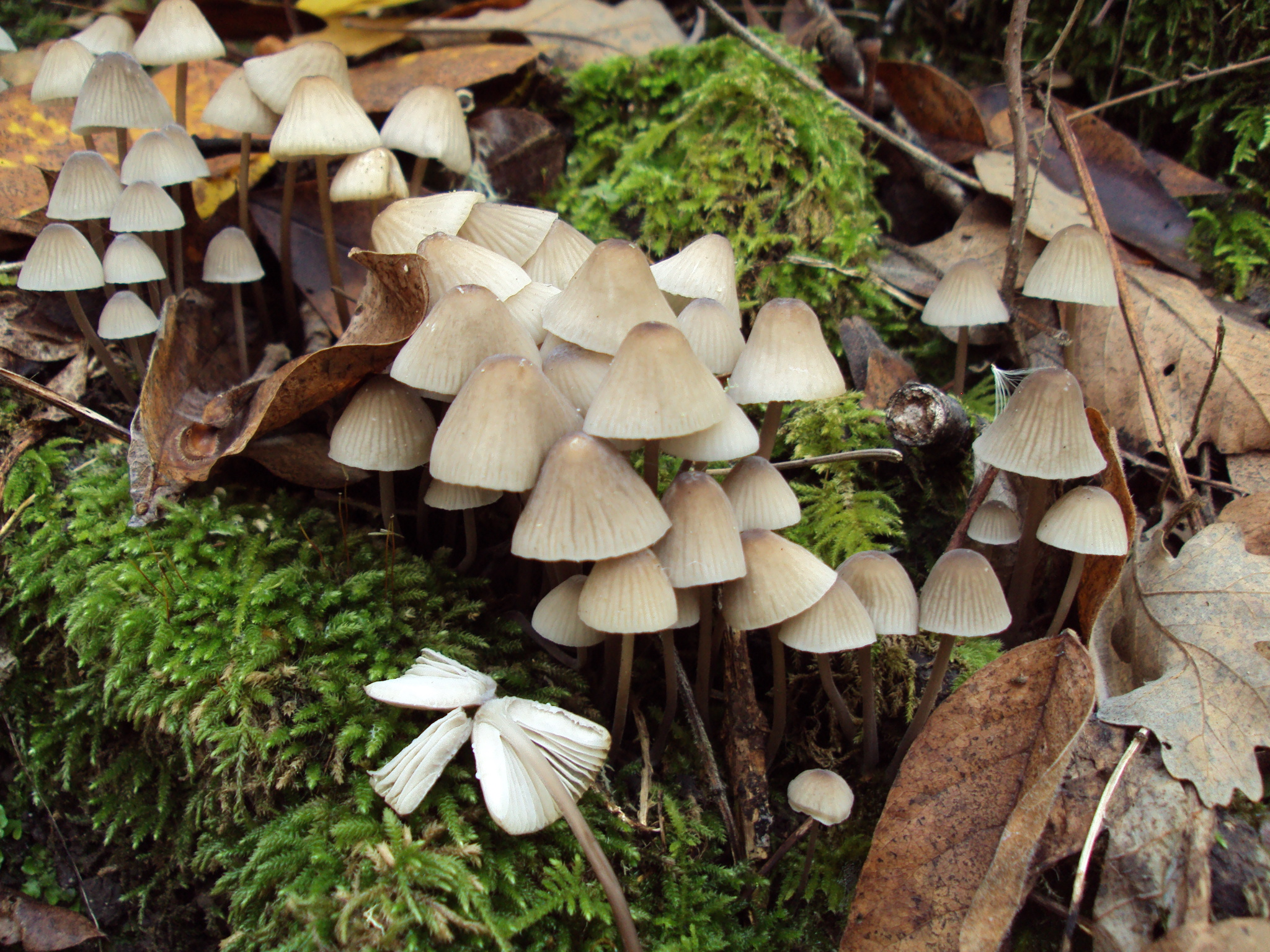
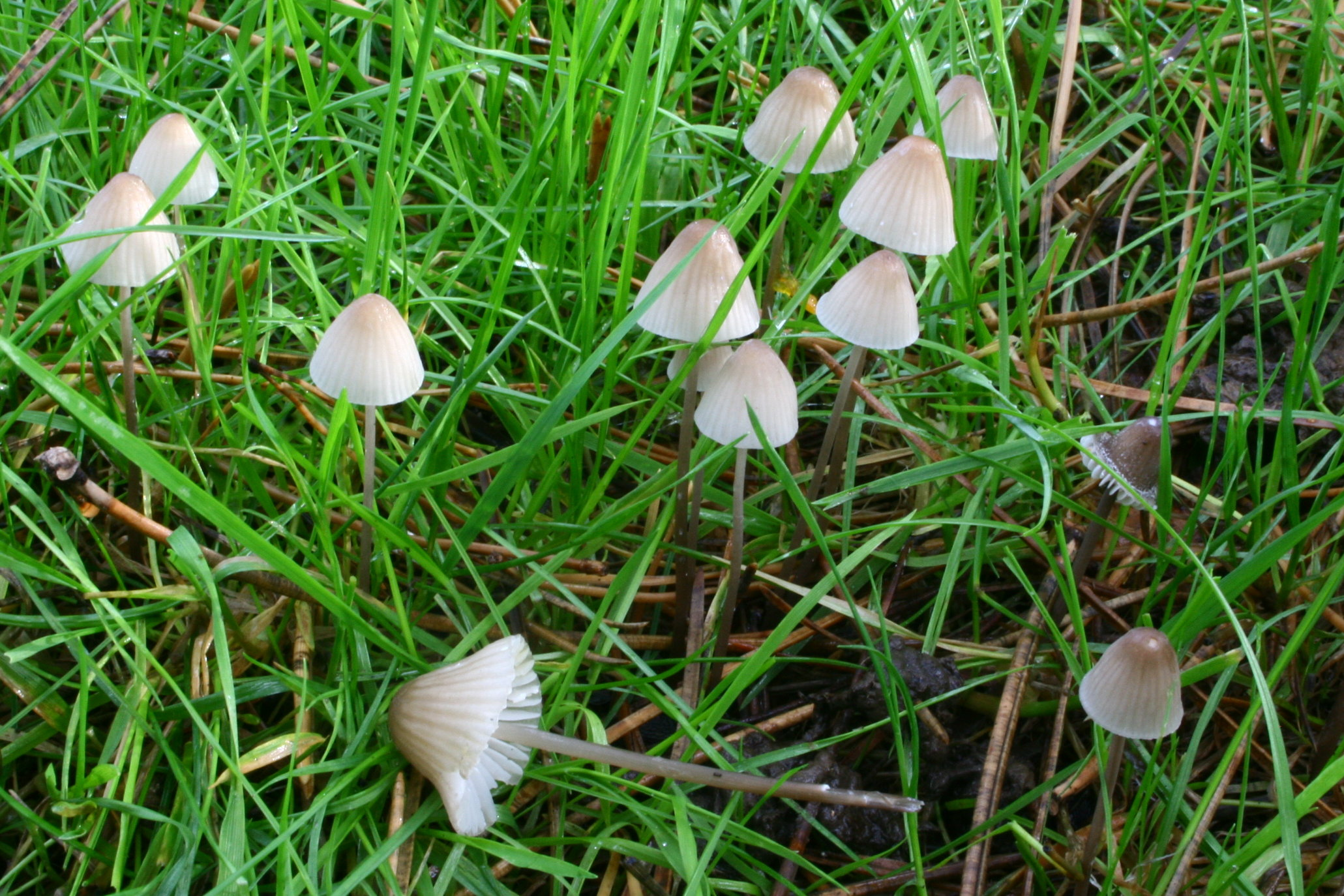
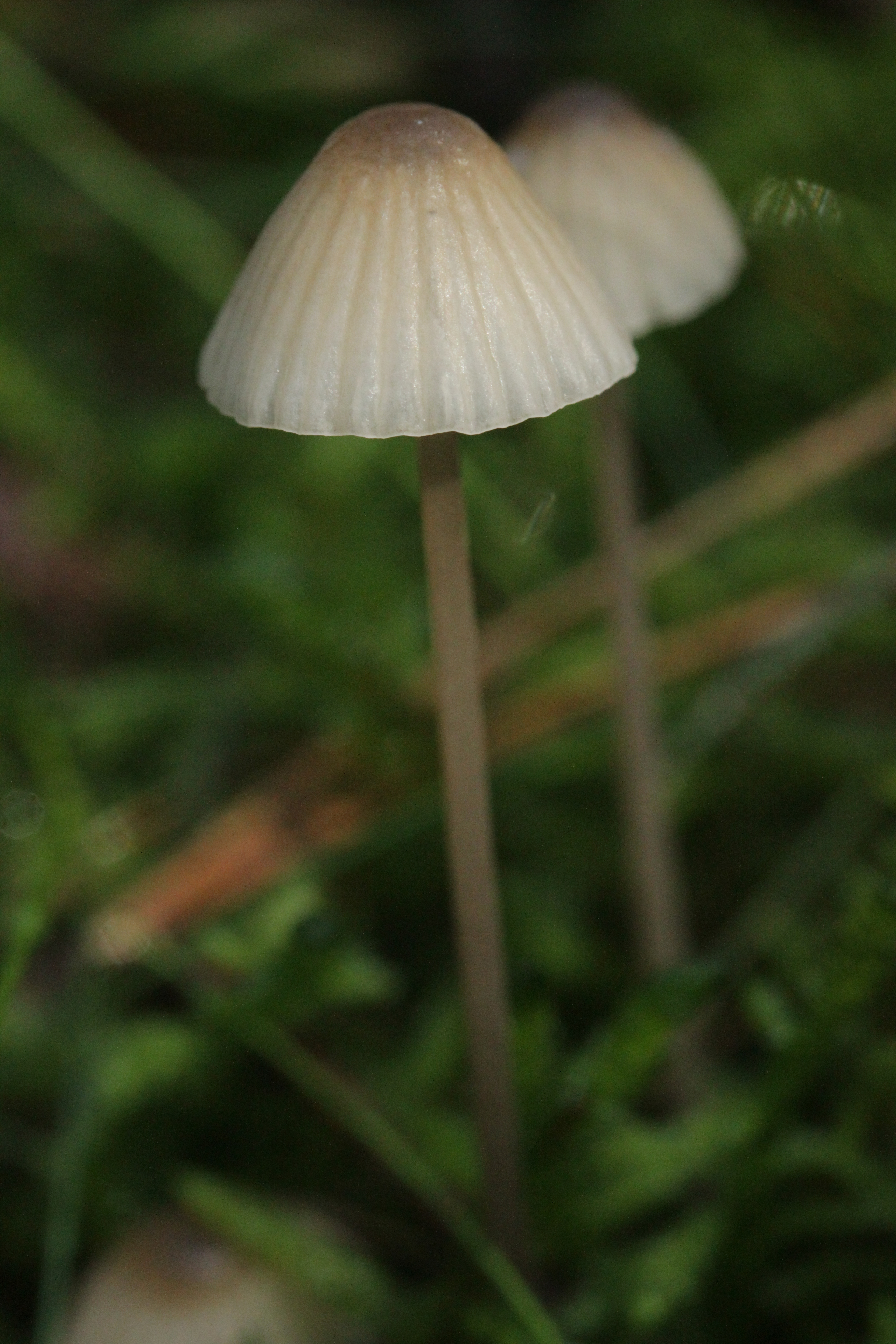
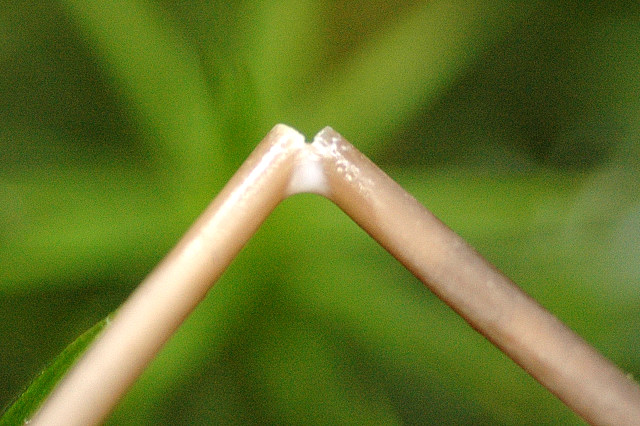
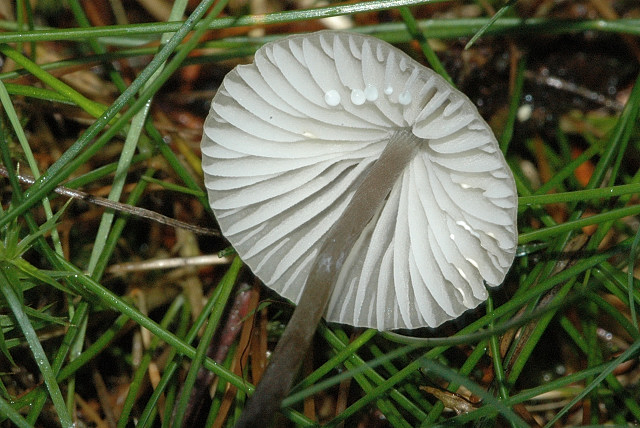